# أندريه ويسدوم
أندريه ألكساندر شاكيل ويسدوم (بالإنجليزية: Andre Wisdom)‏ مواليد 9 مايو 1993 في ليدز، هو لاعب كرة قدم إنجليزي. يلعب كمدافع. مثّل منتخب إنجلترا لكرة القدم.

## مرحلة الشباب

### أندية لعب لها
- برادفورد سيتي
- نادي ليفربول

## المسيرة الاحترافية

### أندية لعب لها
- نادي ليفربول

## روابط خارجية
- أندريه ويسدوم على موقع قاعدة بيانات كرة القدم.إي يو (الإنجليزية)
- أندريه ويسدوم على موقع Soccerbase.com (لاعب) (الإنجليزية)
- أندريه ويسدوم على موقع Soccerway.com (الإنجليزية)
- أندريه ويسدوم على موقع عالم كرة القدم.نت (الإنجليزية)
- أندريه ويسدوم على موقع AS.com (الإسبانية)